# Maskerspreeuw

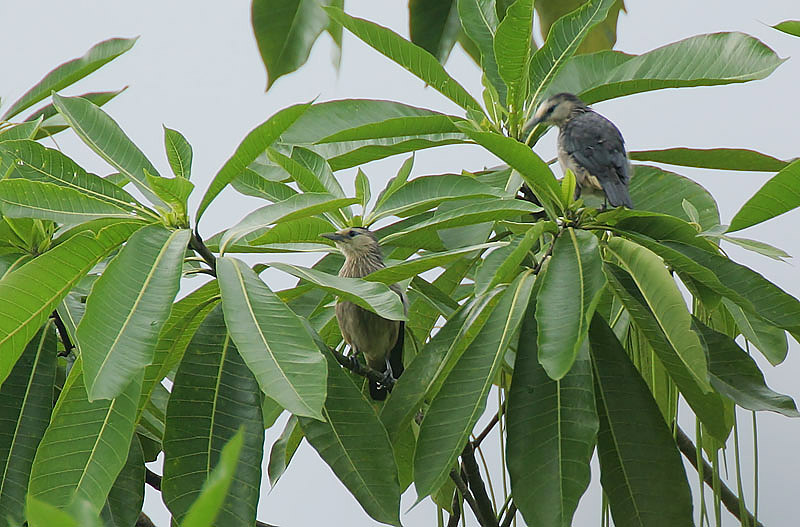

De maskerspreeuw (Sturnornis albofrontatus synoniem: Sturnus albofrontatus) is een vogelsoort uit de familie Sturnidae die endemisch voorkomt op Sri Lanka, daar noemen zij hem in het Sinhala de Hisa sudu Sharikava. In de vorige eeuw werd de maskerspreeuw in het geslacht Sturnus geplaatst.

## Verspreiding en leefgebied
De maskerspreeuw is een vogel van ongeschonden regenwoud in heuvelland en berggebied tussen de 460 en 1200 m boven de zeespiegel in het midden van het eiland Sri-Lanka.

## Status
Dit gebied is sterk verbrokkeld en veel leefgebied gaat daar verloren door ontbossing en omzetting in land voor agrarisch gebruik. De maskerspreeuw heeft daardoor een klein verspreidingsgebied. De grootte van de populatie wordt geschat op 3.500 tot 15.000 volwassen dieren en dit aantal daalt. Om deze redenen staat de maskerspreeuw als kwetsbaar op de Rode Lijst van de IUCN.